# Montesquieu-Guittaut
Pour les articles homonymes, voir Montesquieu (homonymie).
Montesquieu-Guittaut est une commune française située dans l'ouest du département de la Haute-Garonne en région Occitanie.
Sur le plan historique et culturel, la commune est dans le pays de Comminges, correspondant à l’ancien comté de Comminges, circonscription de la province de Gascogne située sur les départements actuels du Gers, de la Haute-Garonne, des Hautes-Pyrénées et de l'Ariège. Exposée à un climat océanique altéré, elle est drainée par la Save, le ruisseau de Larjo et par divers autres petits cours d'eau. La commune possède un patrimoine naturel remarquable composé d'une zone naturelle d'intérêt écologique, faunistique et floristique.
Montesquieu-Guittaut est une commune rurale qui compte 171 habitants en 2022, après avoir connu un pic de population de 456 habitants en 1851..
Ses habitants sont appelés les Montesquivains.

## Géographie

### Localisation

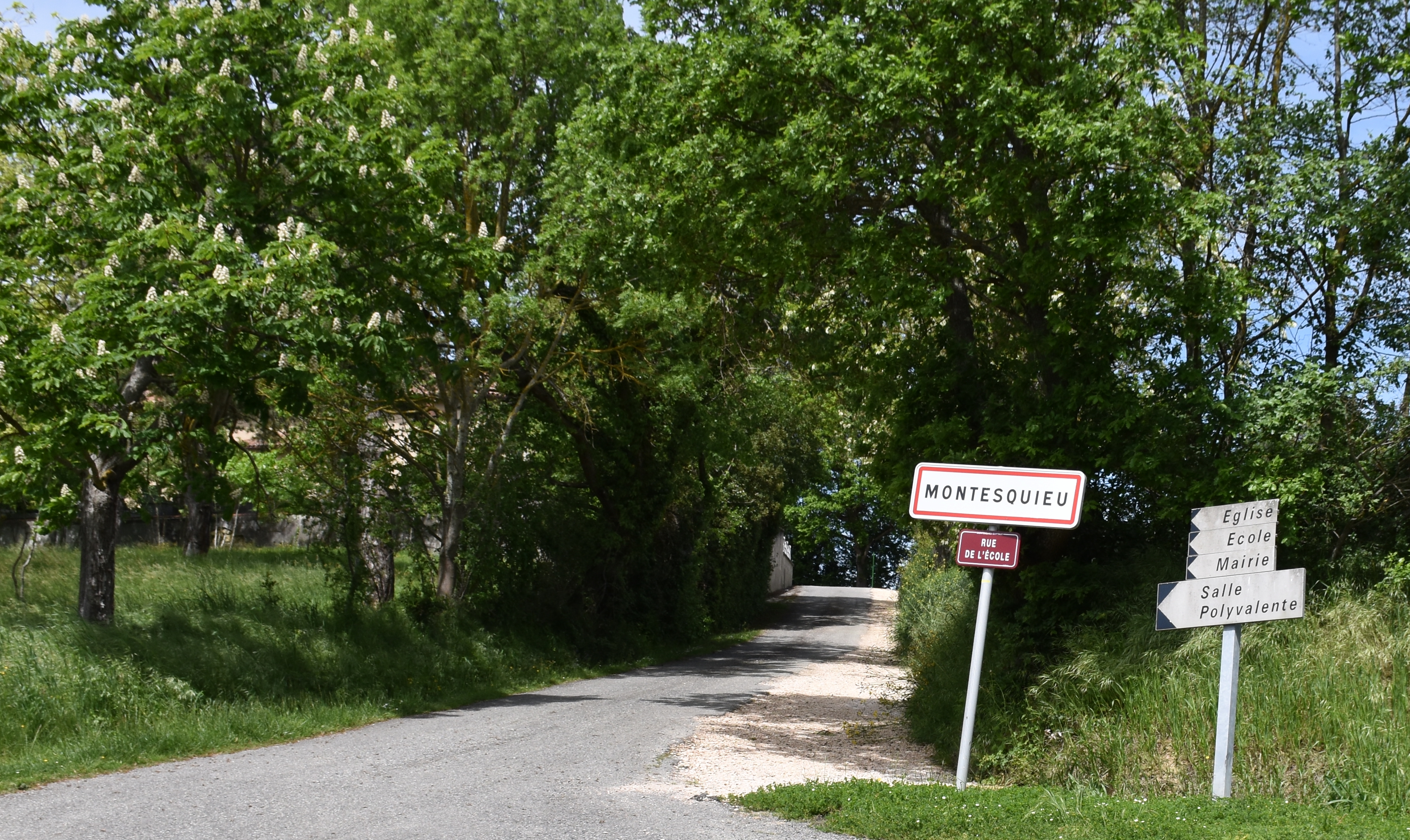
Entrée de la commune.

La commune de Montesquieu-Guittaut se trouve dans le département de la Haute-Garonne, en région Occitanie.
Elle se situe à 61 km à vol d'oiseau de Toulouse, préfecture du département, à 26 km de Saint-Gaudens, sous-préfecture, et à 29 km de Cazères, bureau centralisateur du canton de Cazères dont dépend la commune depuis 2015 pour les élections départementales.
La commune fait en outre partie du bassin de vie de L'Isle-en-Dodon.
Les communes les plus proches sont : 
Saint-Laurent (2,4 km), Saint-Ferréol-de-Comminges (2,8 km), Anan (3,7 km), Puymaurin (3,9 km), Montbernard (4,1 km), Salerm (5,2 km), Saint-Frajou (6,0 km), Péguilhan (6,0 km).
Sur le plan historique et culturel, Montesquieu-Guittaut fait partie des collines gasconnes du Savès, délimitées au sud et à l'est par les reliefs plus marqués des collines du Comminges, annonciatrices de la chaîne des Pyrénées, qui se dévoile pleinement depuis les coteaux ou les vallées. Ce territoire s'organise autour de la large vallée de la Save, dont la confluence avec les autres vallées majeures que sont la Gesse et l’Aussoue, s'opère au nord,.
Les communes limitrophes sont  Anan, Montbernard, Puymaurin, Péguilhan, Saint-Ferréol-de-Comminges et Saint-Laurent.
|                                | Puymaurin            | Anan          |
| Saint-Ferréol-de-Comminges     | Montesquieu-Guittaut | Saint-Laurent |
| Péguilhan (par un quadripoint) | Montbernard          |               |

### Géologie et relief
La superficie de la commune est de 1 006 hectares ; son altitude varie de 219  à   325 mètres.

### Hydrographie

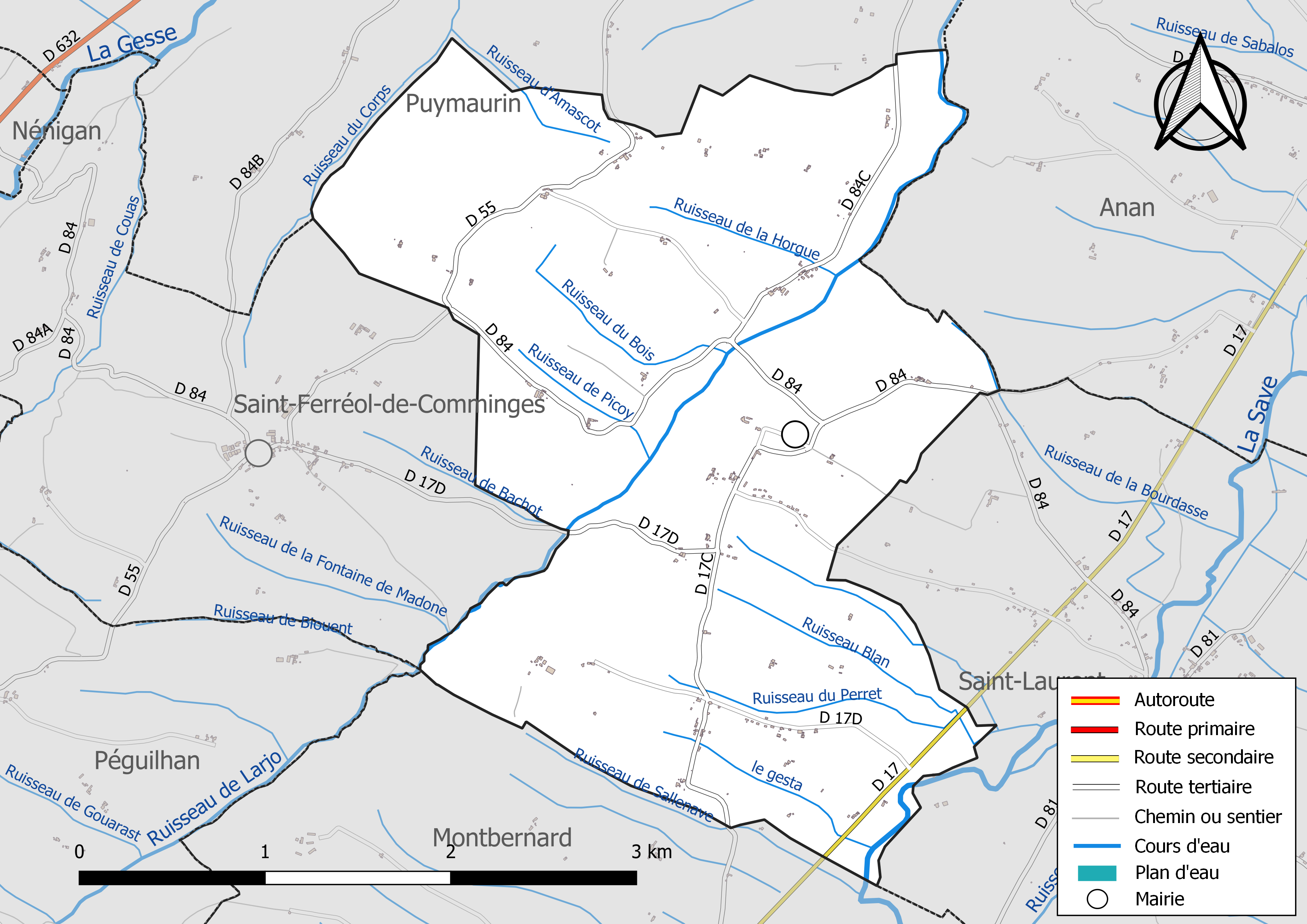
Réseaux hydrographique et routier de Montesquieu-Guittaut.

La commune est dans le bassin de la Garonne, au sein du bassin hydrographique Adour-Garonne. Elle est drainée par la Save, le ruisseau de Larjo, le ruisseau Blan, le ruisseau d'Amascot, le ruisseau de Bachot, le ruisseau de la Bourdasse, le ruisseau de la Horgue, le ruisseau de Mont Saint-Pey, le ruisseau de Picoy, le ruisseau de Sallenave, le ruisseau du Bois, le ruisseau du Corps, le ruisseau du Perret et par un petit cours d'eau, constituant un réseau hydrographique de 17 km de longueur totale,.
La Save, d'une longueur totale de 143 km, prend sa source dans la commune de Lannemezan (65) et s'écoule du sud-ouest vers le nord-est. Elle traverse la commune et se jette dans la Garonne à Grenade, après avoir traversé 46 communes.
Le ruisseau de Larjo, d'une longueur totale de 14,8 km, prend sa source dans la commune de Mondilhan et s'écoule du sud-est vers le nord-ouest. Il traverse la commune et se jette dans la Gesse à Molas, après avoir traversé 9 communes.

### Climat
Pour des articles plus généraux, voir Climat de l'Occitanie et Climat de la Haute-Garonne.
En 2010, le climat de la commune est de type climat océanique altéré, selon une étude s'appuyant sur une série de données couvrant la période 1971-2000. En 2020, Météo-France publie une typologie des climats de la France métropolitaine dans laquelle la commune est toujours exposée à un climat océanique altéré et est dans la région climatique Aquitaine, Gascogne, caractérisée par une pluviométrie abondante au printemps, modérée en automne, un faible ensoleillement au printemps, un été chaud (19,5 °C), des vents faibles, des brouillards fréquents en automne et en hiver et des orages fréquents en été (15 à 20 jours).
Pour la période 1971-2000, la température annuelle moyenne est de 12,9 °C, avec une amplitude thermique annuelle de 15 °C. Le cumul annuel moyen de précipitations est de 818 mm, avec 9,5 jours de précipitations en janvier et 6,2 jours en juillet. Pour la période 1991-2020, la température moyenne annuelle observée sur la station météorologique la plus proche, située sur la commune de Palaminy à 28 km à vol d'oiseau, est de 13,2 °C et le cumul annuel moyen de précipitations est de 715,2 mm,. Pour l'avenir, les paramètres climatiques de la commune estimés pour 2050 selon différents scénarios d'émission de gaz à effet de serre sont consultables sur un site dédié publié par Météo-France en novembre 2022.

### Milieux naturels et biodiversité

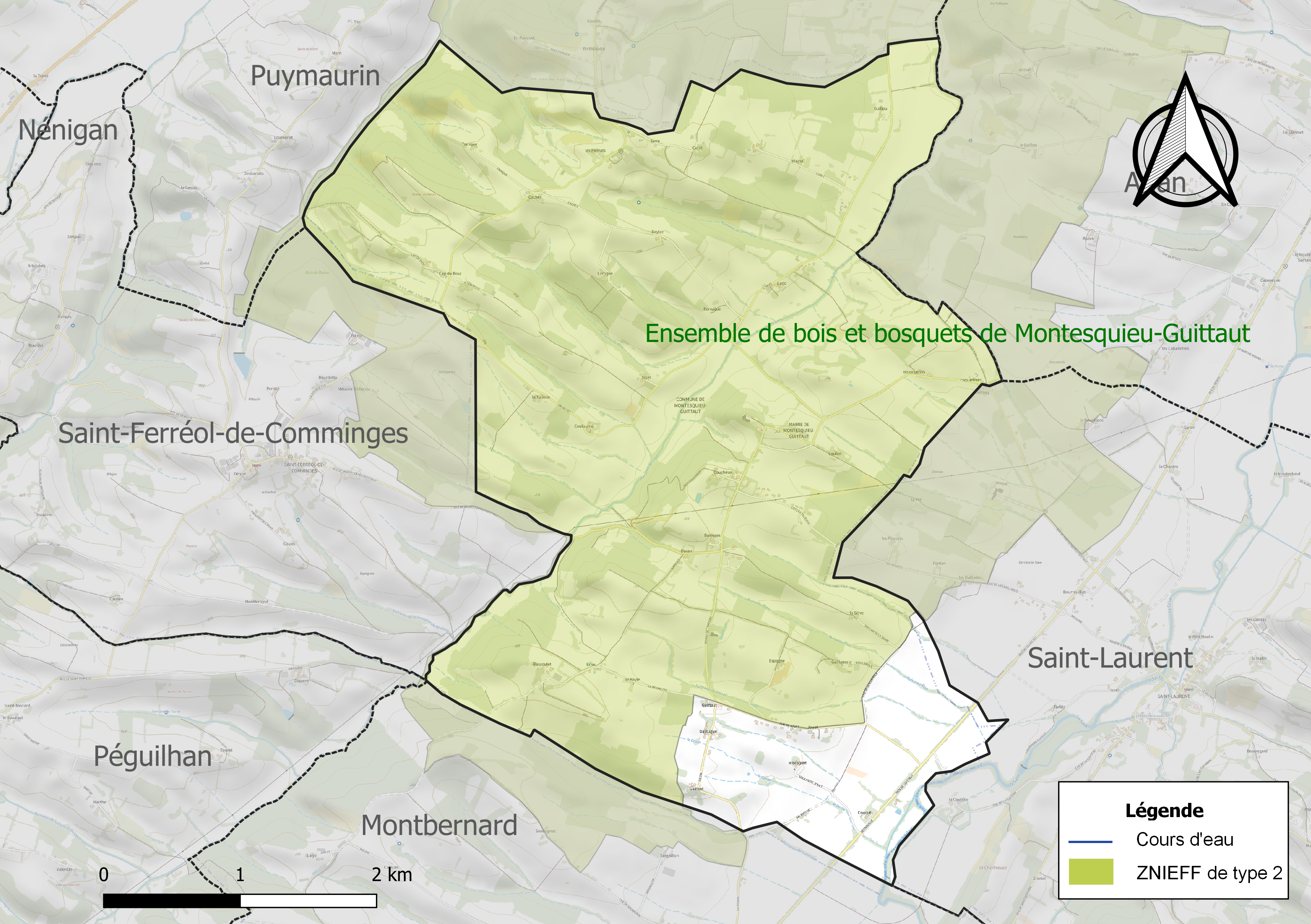
Carte de la ZNIEFF de type 2 localisée sur la commune.

L’inventaire des zones naturelles d'intérêt écologique, faunistique et floristique (ZNIEFF) a pour objectif de réaliser une couverture des zones les plus intéressantes sur le plan écologique, essentiellement dans la perspective d’améliorer la connaissance du patrimoine naturel national et de fournir aux différents décideurs un outil d’aide à la prise en compte de l’environnement dans l’aménagement du territoire.
Une ZNIEFF de type 2 est recensée sur la commune :
l'« ensemble de bois et bosquets de Montesquieu-Guittaut » (1 596 ha), couvrant 7 communes du département.

## Urbanisme

### Typologie
Au 1er janvier 2024, Montesquieu-Guittaut est catégorisée commune rurale à habitat très dispersé, selon la nouvelle grille communale de densité à sept niveaux définie par l'Insee en 2022.
Elle est située hors unité urbaine et hors attraction des villes,.

### Occupation des sols
L'occupation des sols de la commune, telle qu'elle ressort de la base de données européenne d’occupation biophysique des sols Corine Land Cover (CLC), est marquée par l'importance des territoires agricoles (80,5 % en 2018), une proportion identique à celle de 1990 (80,5 %). La répartition détaillée en 2018 est la suivante : 
terres arables (59 %), forêts (19,5 %), prairies (17,2 %), zones agricoles hétérogènes (4,3 %). L'évolution de l’occupation des sols de la commune et de ses infrastructures peut être observée sur les différentes représentations cartographiques du territoire : la carte de Cassini (XVIIIe siècle), la carte d'état-major (1820-1866) et les cartes ou photos aériennes de l'IGN pour la période actuelle (1950 à aujourd'hui).

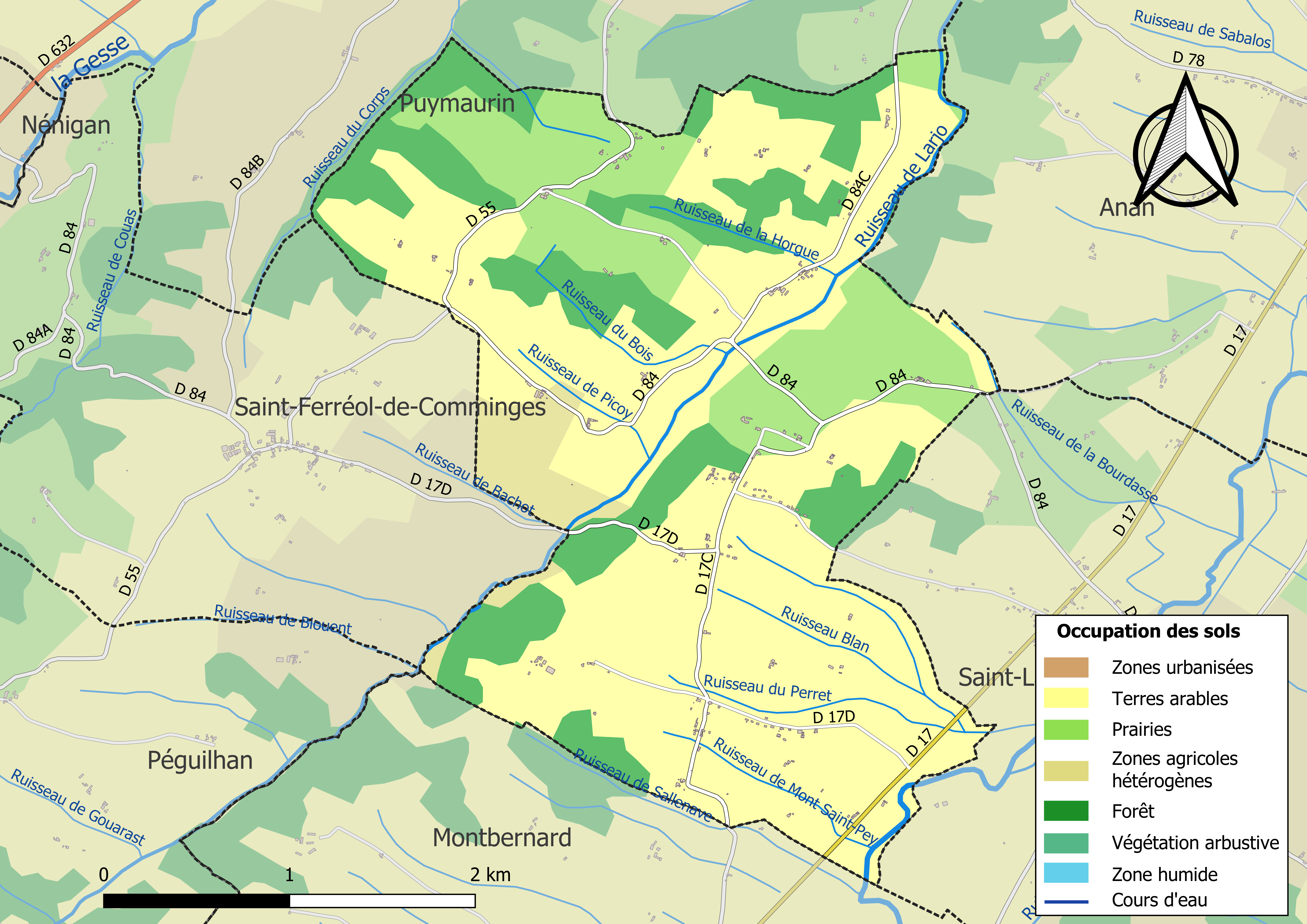
Carte des infrastructures et de l'occupation des sols de la commune en 2018 (CLC).

### Voies de communication et transports
Accès avec la ligne régulière de transport interurbain du réseau Arc-en-ciel (anciennement SEMVAT).

### Risques majeurs
Le territoire de la commune de Montesquieu-Guittaut est vulnérable à différents aléas naturels : météorologiques (tempête, orage, neige, grand froid, canicule ou sécheresse), inondations et séisme (sismicité faible). Un site publié par le BRGM permet d'évaluer simplement et rapidement les risques d'un bien localisé soit par son adresse soit par le numéro de sa parcelle.
Certaines parties du territoire communal sont susceptibles d’être affectées par le risque d’inondation par débordement de cours d'eau, notamment le ruisseau de Larjo. La commune a été reconnue en état de catastrophe naturelle au titre des dommages causés par les inondations et coulées de boue survenues en 1982, 1999, 2009 et 2012,.

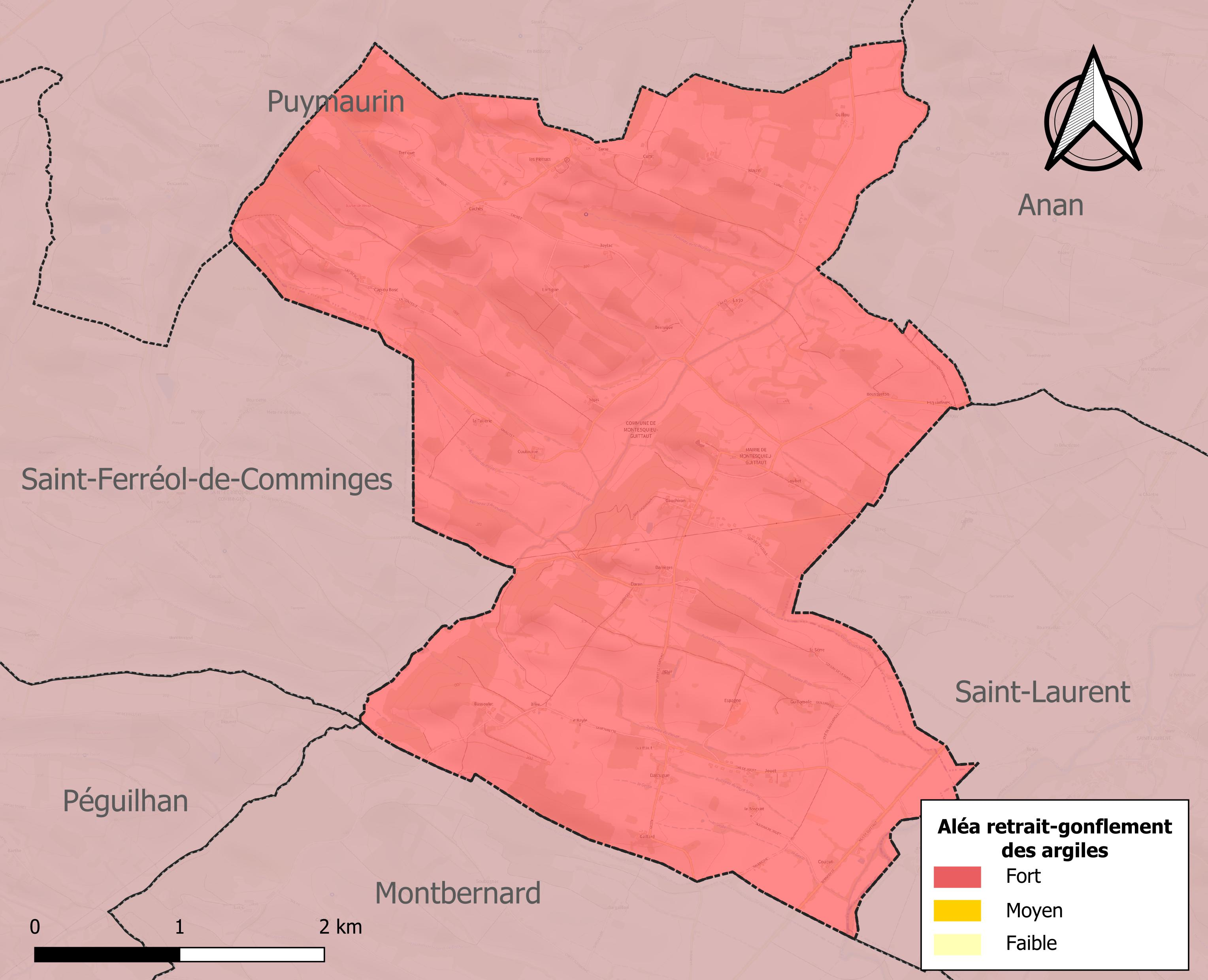
Carte des zones d'aléa retrait-gonflement des sols argileux de Montesquieu-Guittaut.

Le retrait-gonflement des sols argileux est susceptible d'engendrer des dommages importants aux bâtiments en cas d’alternance de périodes de sécheresse et de pluie. La totalité de la commune est en aléa moyen ou fort (88,8 % au niveau départemental et 48,5 % au niveau national). Sur les 86 bâtiments dénombrés sur la commune en 2019, 86 sont en aléa moyen ou fort, soit 100 %, à comparer aux 98 % au niveau départemental et 54 % au niveau national. Une cartographie de l'exposition du territoire national au retrait gonflement des sols argileux est disponible sur le site du BRGM,.
Par ailleurs, afin de mieux appréhender le risque d’affaissement de terrain, l'inventaire national des cavités souterraines permet de localiser celles situées sur la commune.
Concernant les mouvements de terrains, la commune a été reconnue en état de catastrophe naturelle au titre des dommages causés par la sécheresse en 1989, 1992 et 2003 et par des mouvements de terrain en 1999.

## Histoire
En 1608 François de Noé est seigneur de Montesquieu, succédant à son père Bernard de Noé.

## Politique et administration

### Administration municipale
Le nombre d'habitants au recensement de 2011 étant compris entre 100 et 499, le nombre de membres du conseil municipal pour l'élection de 2014 est de onze,.

### Rattachements administratifs et électoraux
Commune faisant partie de la huitième circonscription de la Haute-Garonne, de la communauté de communes Cœur et Coteaux du Comminges et du canton de Cazères (avant le redécoupage départemental de 2014, Montesquieu-Guittaut faisait partie de l'ex-canton de L'Isle-en-Dodon et avant le 1er janvier 2017, de la communauté de communes des Portes du Comminges).

### Liste des maires
| Période                                  | Période  | Identité         | Étiquette | Qualité  |
| ---------------------------------------- | -------- | ---------------- | --------- | -------- |
| mars 1989                                | 2014     | Daniel Monrejeau |           |          |
| mars 2014                                | 2020     | Patrick Beauchet | SE        | Retraité |
| 2020                                     | En cours | Virgnie Daneau   |           |          |
| Les données manquantes sont à compléter. |          |                  |           |          |

## Population et société

### Démographie
| 1793 | 1800 | 1806 | 1821 | 1831 | 1836 | 1841 | 1846 | 1851 |
| ---- | ---- | ---- | ---- | ---- | ---- | ---- | ---- | ---- |
| 177  | 182  | 179  | 246  | 265  | 253  | 421  | 456  | 456  |

| 1856 | 1861 | 1866 | 1872 | 1876 | 1881 | 1886 | 1891 | 1896 |
| ---- | ---- | ---- | ---- | ---- | ---- | ---- | ---- | ---- |
| 367  | 370  | 363  | 362  | 366  | 347  | 349  | 337  | 312  |

| 1901 | 1906 | 1911 | 1921 | 1926 | 1931 | 1936 | 1946 | 1954 |
| ---- | ---- | ---- | ---- | ---- | ---- | ---- | ---- | ---- |
| 313  | 313  | 268  | 218  | 234  | 224  | 245  | 203  | 207  |

| 1962 | 1968 | 1975 | 1982 | 1990 | 1999 | 2006 | 2011 | 2016 |
| ---- | ---- | ---- | ---- | ---- | ---- | ---- | ---- | ---- |
| 202  | 182  | 172  | 146  | 108  | 123  | 119  | 170  | 174  |

| 2021 | 2022 | - | - | - | - | - | - | - |
| ---- | ---- | - | - | - | - | - | - | - |
| 174  | 171  | - | - | - | - | - | - | - |

| selon la population municipale des années : | 1968 | 1975 | 1982 | 1990 | 1999 | 2006 | 2009 | 2013 |
| Rang de la commune dans le département      | 393  | 384  | 420  | 444  | 447  | 448  | 432  | 410  |
| Nombre de communes du département           | 592  | 582  | 586  | 588  | 588  | 588  | 589  | 589  |

### Enseignement
Montesquieu-Guittaut fait partie de l'académie de Toulouse.

## Économie

### Revenus
En 2018  (données Insee publiées en septembre 2021), la commune compte 65 ménages fiscaux, regroupant 162 personnes. La médiane du revenu disponible par unité de consommation est de 17 820 € (23 140 € dans le département).

### Emploi
|                | 2008  | 2013  | 2018  |
| -------------- | ----- | ----- | ----- |
| Commune        | 4,7 % | 6,3 % | 9,7 % |
| Département    | 7,7 % | 9,6 % | 9,3 % |
| France entière | 8,3 % | 10 %  | 10 %  |

En 2018, la population âgée de 15 à 64 ans s'élève à 95 personnes, parmi lesquelles on compte 78,5 % d'actifs (68,8 % ayant un emploi et 9,7 % de chômeurs) et 21,5 % d'inactifs,. En  2018, le taux de chômage communal (au sens du recensement) des 15-64 ans est supérieur à celui du département, mais inférieur à celui de la France, alors qu'il était inférieur à celui du département et de la France en 2008.
La commune est hors attraction des villes,. Elle compte 16 emplois en 2018, contre 21 en 2013 et 16 en 2008. Le nombre d'actifs ayant un emploi résidant dans la commune est de 66, soit un indicateur de concentration d'emploi de 24,5 % et un taux d'activité parmi les 15 ans ou plus de 55,2 %.
Sur ces 66 actifs de 15 ans ou plus ayant un emploi, 12 travaillent dans la commune, soit 19 % des habitants. Pour se rendre au travail, 93,8 % des habitants utilisent un véhicule personnel ou de fonction à quatre roues, 1,5 % les transports en commun et 4,6 % n'ont pas besoin de transport (travail au domicile).

### Activités hors agriculture
7 établissements sont implantés  à Montesquieu-Guittaut au 31 décembre 2019.
Le secteur du commerce de gros et de détail, des transports, de l'hébergement et de la restauration est prépondérant sur la commune puisqu'il représente 42,9 % du nombre total d'établissements de la commune (3 sur les 7 entreprises implantées  à Montesquieu-Guittaut), contre 25,9 % au niveau départemental.

### Agriculture
|               | 1988 | 2000 | 2010 | 2020 |
| ------------- | ---- | ---- | ---- | ---- |
| Exploitations | 26   | 15   | 10   | 8    |
| SAU (ha)      | 707  | 491  | 516  | 547  |

La commune est dans les « Coteaux de Gascogne », une petite région agricole occupant une partie ouest du département de la Haute-Garonne, constitué d'un relief de cuestas et de vallées peu profondes, creusés par les rivières issues du massif pyrénéen, avec une activité de polyculture et d’élevage. En 2020, l'orientation technico-économique de l'agriculture  sur la commune est la polyculture et/ou le polyélevage. Huit exploitations agricoles ayant leur siège dans la commune sont dénombrées lors du recensement agricole de 2020 (26 en 1988). La superficie agricole utilisée est de 547 ha,,.

## Culture locale et patrimoine

### Lieux et monuments
- Église Saint-Exupère.
- Église Saint-Jean-l'Évangéliste (Guittaut).

## Galerie

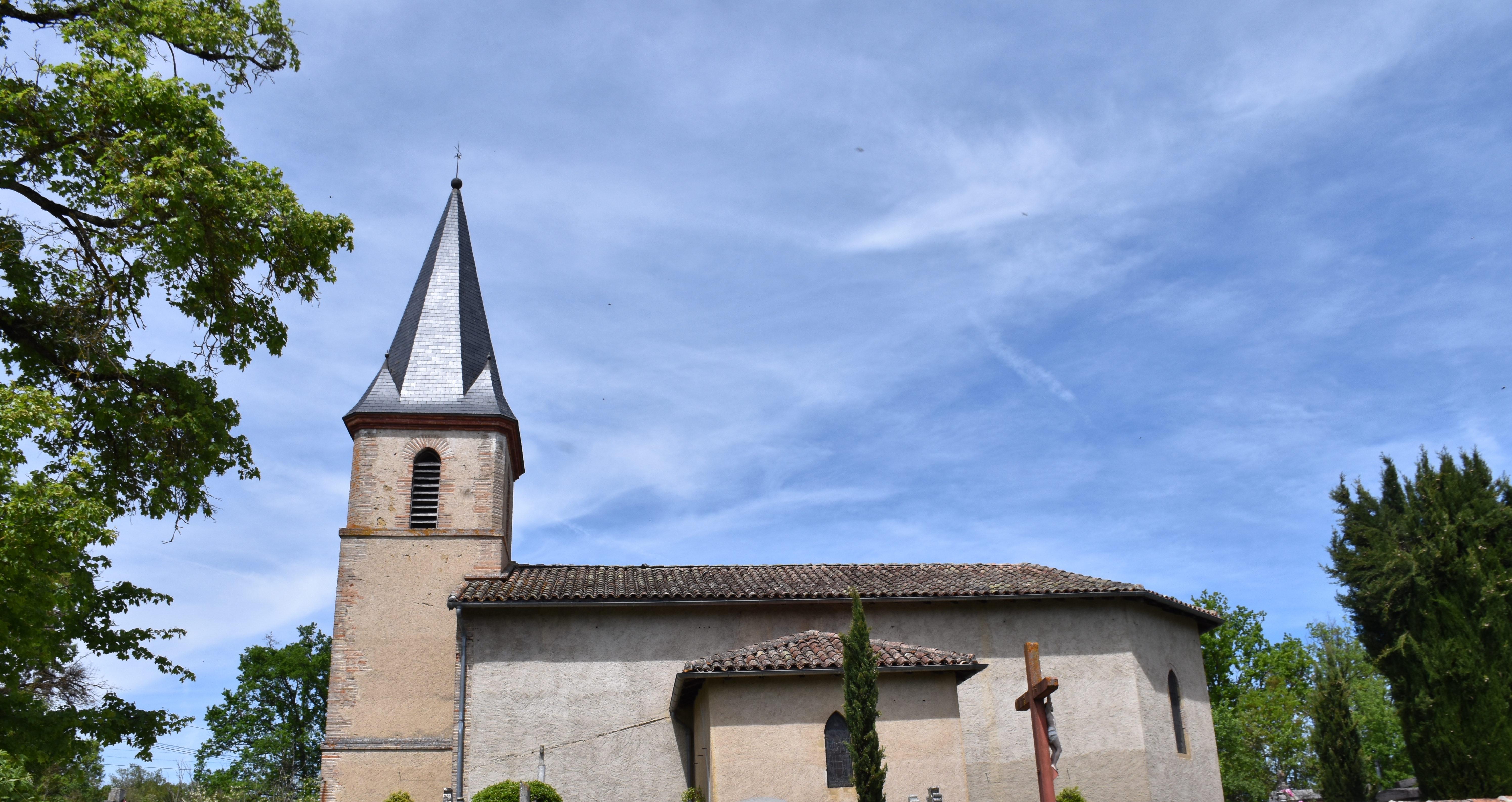
L'église de Guittaut .
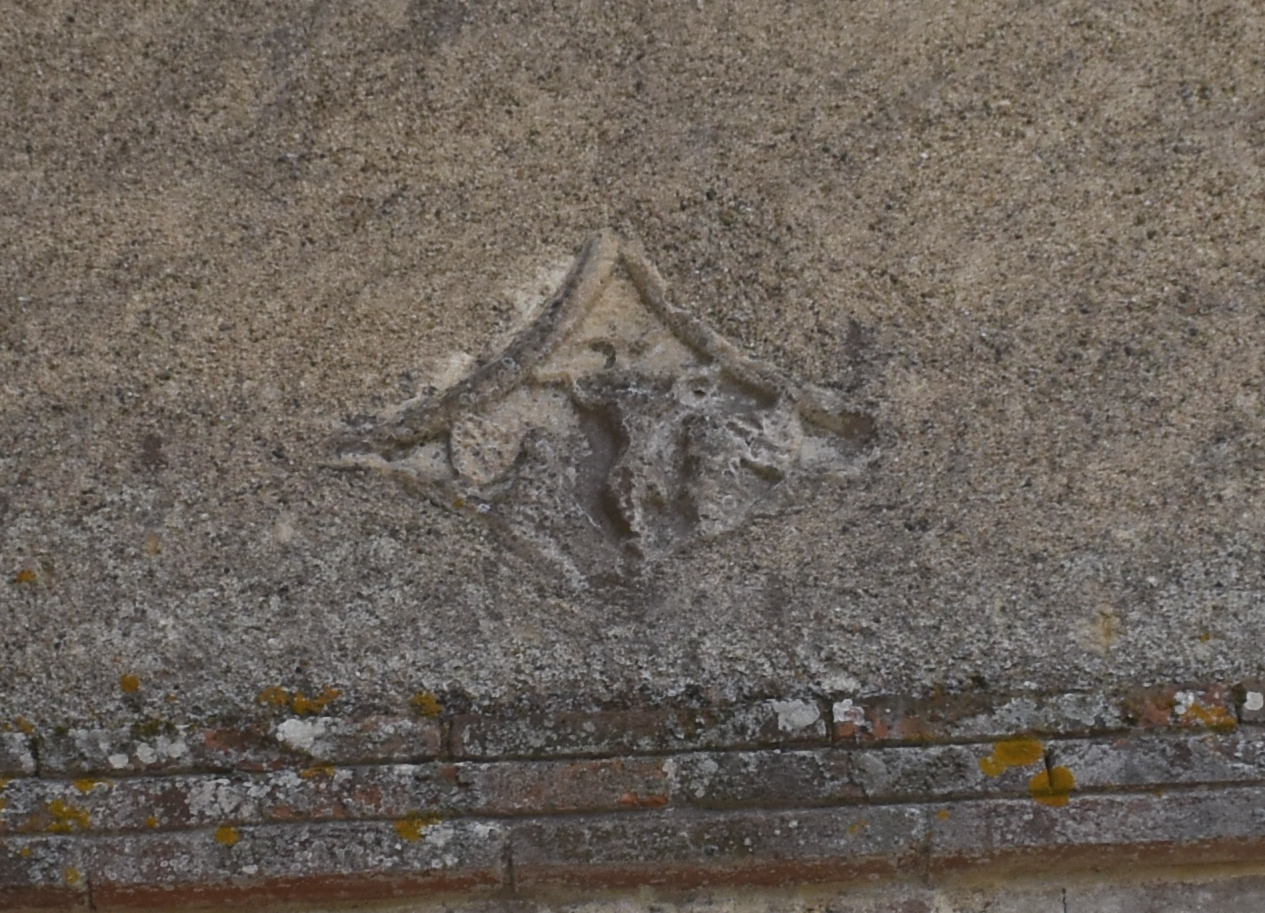
Calvaire sculpté sur le portail de l'église de Guittaut.
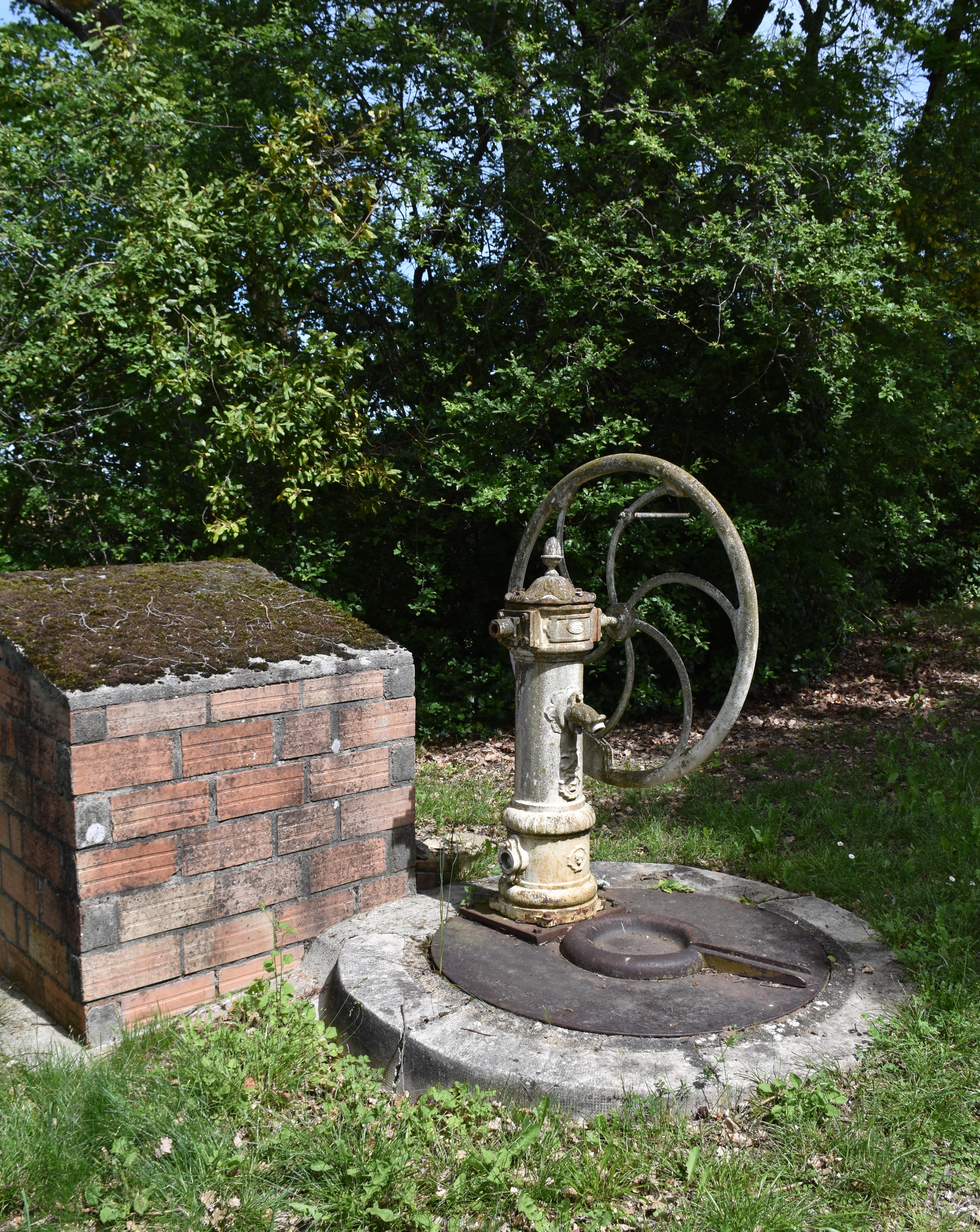
Ancienne fontaine à manivelle sur le parvis de l'église de Montesquieu.
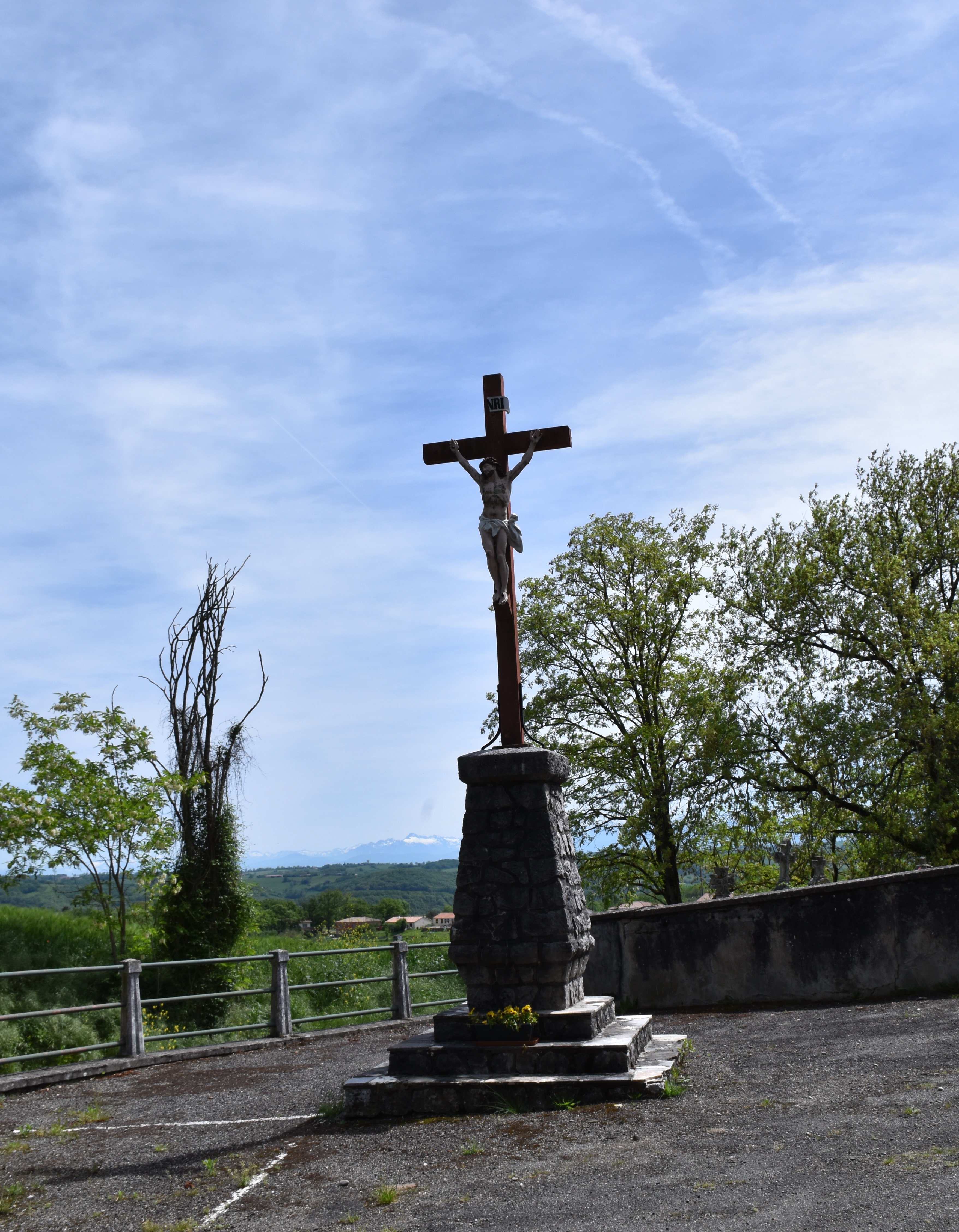
Calvaire de l'église de Montesquieu.
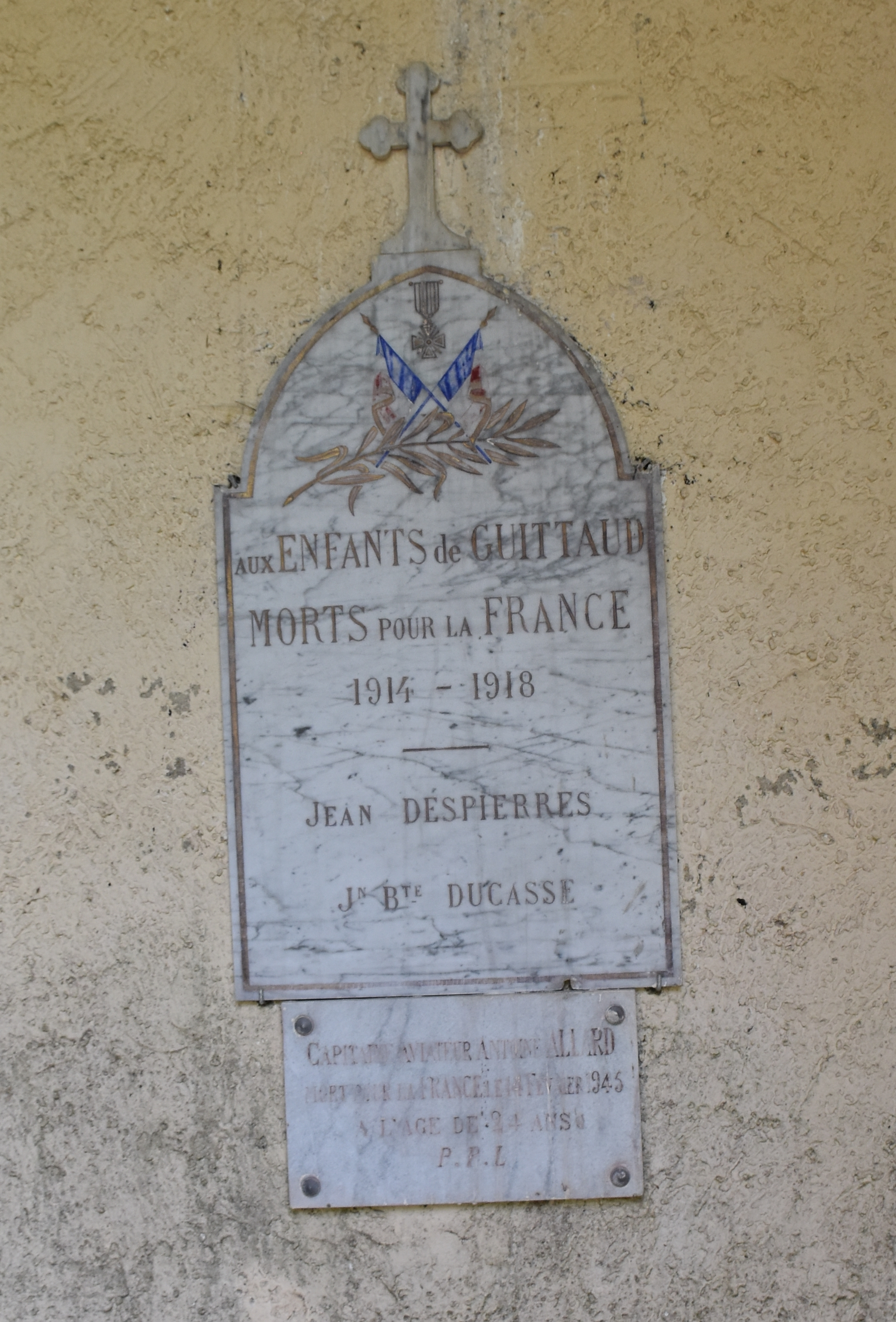
Plaque hommage 14-18 sous le porche de l'église de Guittaut.
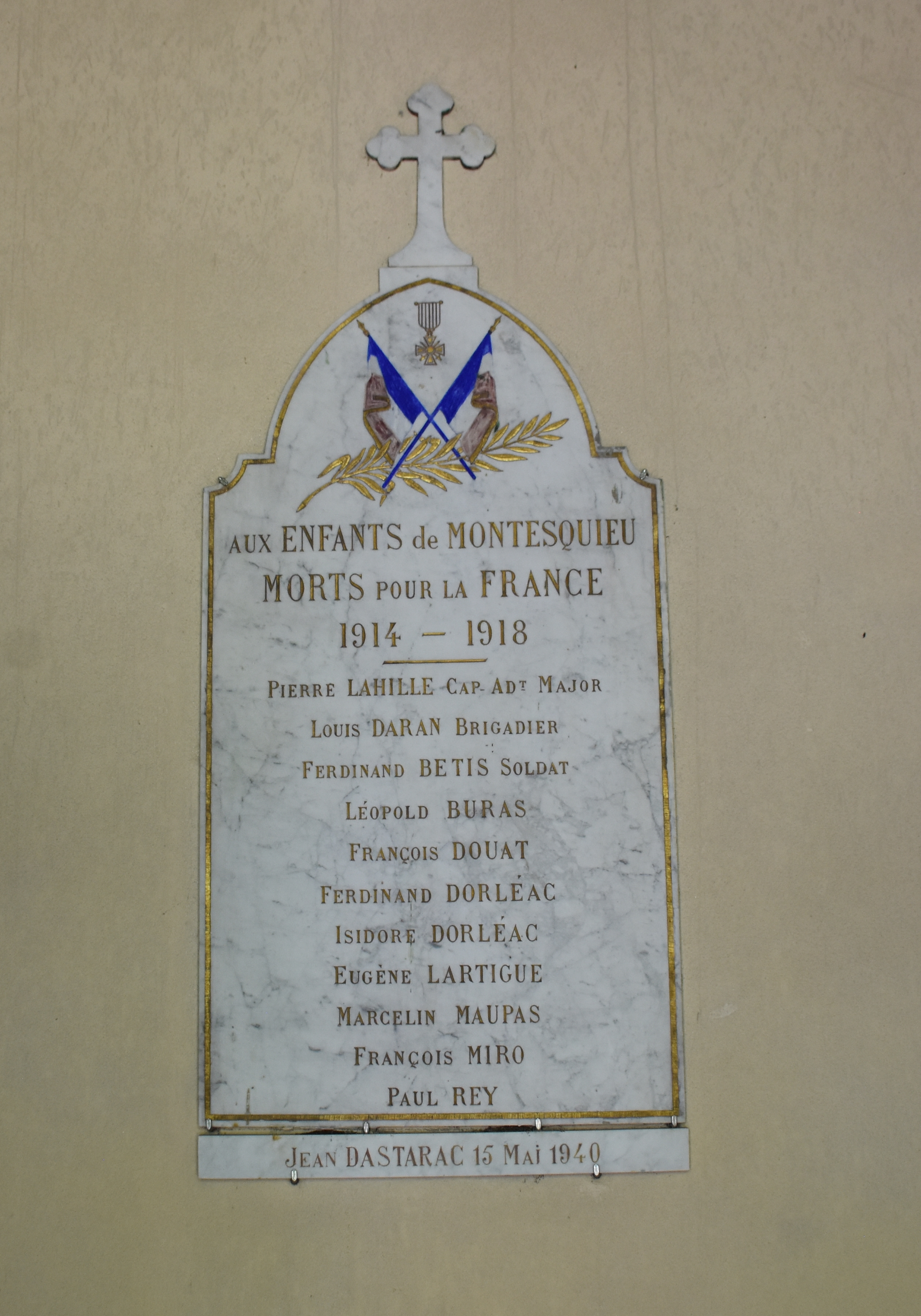
Plaque hommage 14-18 sous le porche de l'église de Montesquieu.

### Héraldique
| Blason de Montesquieu-Guittaut | Blason  | Parti, au 1 d'azur à saint Exupère bénissant d'or ; au 2 d'or à l'aigle au naturel essorante au vol adossé, la patte dextre levée ; le tout sommé d'un chef de gueules chargé de 4 otelles d'argent adossées et posées en sautoir. |
| Blason de Montesquieu-Guittaut | Détails | Création Jean-Paul Fernon. Adopté en 2015. |

## Pour approfondir

#### Site de l'Insee
1. 1 2 3 4  Insee, « Métadonnées de la commune de Montesquieu-Guittaut ».
2. ↑  « La grille communale de densité », sur insee,fr, 28 mai 2024 (consulté le 27 juin 2024).
3. ↑  « Base des aires d'attraction des villes 2020. », sur insee.fr, 21 octobre 2020 (consulté le 27 juin 2024).
4. ↑  Marie-Pierre de Bellefon, Pascal Eusebio, Jocelyn Forest, Olivier Pégaz-Blanc et Raymond Warnod (Insee), « En France, neuf personnes sur dix vivent dans l’aire d’attraction d’une ville », sur insee.fr, 21 octobre 2020 (consulté le 27 juin 2024).
5. ↑  « REV T1 - Ménages fiscaux de l'année 2018 à Montesquieu-Guittaut » (consulté le 2 février 2022).
6. ↑  « REV T1 - Ménages fiscaux de l'année 2018 dans la Haute-Garonne » (consulté le 2 février 2022).
7. 1 2  « Emp T1 - Population de 15 à 64 ans par type d'activité en 2018 à Montesquieu-Guittaut » (consulté le 2 février 2022).
8. ↑  « Emp T1 - Population de 15 à 64 ans par type d'activité en 2018 dans la Haute-Garonne » (consulté le 2 février 2022).
9. ↑  « Emp T1 - Population de 15 à 64 ans par type d'activité en 2018 dans la France entière » (consulté le 2 février 2022).
10. ↑  « Base des aires d'attraction des villes 2020 », sur site de l'Insee (consulté le 10 avril 2021).
11. ↑  « Emp T5 - Emploi et activité en 2018 à Montesquieu-Guittaut » (consulté le 2 février 2022).
12. ↑  « ACT T4 - Lieu de travail des actifs de 15 ans ou plus ayant un emploi qui résident dans la commune en 2018 » (consulté le 2 février 2022).
13. ↑  « ACT G2 - Part des moyens de transport utilisés pour se rendre au travail en 2018 » (consulté le 2 février 2022).
14. ↑  « DEN T5 - Nombre d'établissements par secteur d'activité au 31 décembre 2019 à Montesquieu-Guittaut » (consulté le 12 février 2022).
15. ↑  « DEN T5 - Nombre d'établissements par secteur d'activité au 31 décembre 2019 dans la Haute-Garonne » (consulté le 12 février 2022).

#### Autres sources
1. ↑  Stephan Georg, « Distance entre Montesquieu-Guittaut et Toulouse », sur fr.distance.to (consulté le 24 août 2021).
2. ↑  Stephan Georg, « Distance entre Montesquieu-Guittaut et Saint-Gaudens », sur fr.distance.to (consulté le 24 août 2021).
3. ↑  
Stephan Georg, « Distance entre Montesquieu-Guittaut et Cazères », sur fr.distance.to (consulté le 24 août 2021).
4. ↑  « Communes les plus proches de Montesquieu-Guittaut », sur villorama.com (consulté le 24 août 2021).
5. ↑  « Les Collines gasconnes du Savès », sur paysages.haute-garonne.fr (consulté le 24 août 2021).
6. ↑  Frédéric Zégierman, Le guide des pays de France - Sud, Paris, Fayard, avril 1999 (ISBN 2-213-59961-0), p. 369-370.
7. ↑  Carte IGN sous Géoportail
8. ↑  Répertoire géographique des communes, publié par l'Institut national de l'information géographique et forestière, [lire en ligne].
9. ↑  « Le réseau hydrographique du bassin Adour-Garonne. » [PDF], sur draaf.occitanie.agriculture.gouv.fr (consulté le 5 novembre 2021).
10. ↑  « Fiche communale de Montesquieu-Guittaut », sur le système d'information pour la gestion des eaux souterraines en Occitanie (consulté le 5 novembre 2021).
11. ↑  Sandre, « la Save »
12. ↑  Sandre, « le ruisseau de Larjo »
13. 1 2  Daniel Joly, Thierry Brossard, Hervé Cardot, Jean Cavailhes, Mohamed Hilal et Pierre Wavresky, « Les types de climats en France, une construction spatiale », Cybergéo, revue européenne de géographie - European Journal of Geography, no 501,‎ 18 juin 2010 (DOI 10.4000/cybergeo.23155, lire en ligne, consulté le 21 novembre 2023)
14. ↑  « Zonages climatiques en France métropolitaine. », sur pluiesextremes.meteo.fr (consulté le 21 novembre 2023).
15. ↑  « Orthodromie entre Montesquieu-Guittaut et Palaminy », sur fr.distance.to (consulté le 21 novembre 2023).
16. ↑  « Station Météo-France « Palaminy » (commune de Palaminy) - fiche climatologique - période 1991-2020 », sur donneespubliques.meteofrance.fr (consulté le 21 novembre 2023).
17. ↑  « Station Météo-France « Palaminy » (commune de Palaminy) - fiche de métadonnées. », sur donneespubliques.meteofrance.fr (consulté le 21 novembre 2023).
18. ↑  « Climadiag Commune : diagnostiquez les enjeux climatiques de votre collectivité. », sur meteofrance.fr, novembre 2022 (consulté le 21 novembre 2023).
19. ↑  « Liste des ZNIEFF de la commune de Montesquieu-Guittaut », sur le site de l'Inventaire national du patrimoine naturel (consulté le 29 août 2021).
20. ↑  « ZNIEFF l'« ensemble de bois et bosquets de Montesquieu-Guittaut » - fiche descriptive », sur le site de l'inventaire national du patrimoine naturel (consulté le 29 août 2021).
21. ↑  « CORINE Land Cover (CLC) - Répartition des superficies en 15 postes d'occupation des sols (métropole). », sur le site des données et études statistiques du ministère de la Transition écologique. (consulté le 14 avril 2021).
22. 1 2 3  « Les risques près de chez moi - commune de Montesquieu-Guittaut », sur Géorisques (consulté le 17 octobre 2022).
23. ↑  BRGM, « Évaluez simplement et rapidement les risques de votre bien », sur Géorisques (consulté le 10 septembre 2022).
24. ↑  « Dossier départemental des risques majeurs dans la Haute-Garonne », sur haute-garonne.gouv.fr (consulté le 10 septembre 2022), partie 1 -  chapitre Risque inondation.
25. ↑  « Retrait-gonflement des argiles », sur le site de l'observatoire national des risques naturels (consulté le 10 septembre 2022).
26. ↑  « Liste des cavités souterraines localisées sur la commune de Montesquieu-Guittaut », sur georisques.gouv.fr (consulté le 10 septembre 2022).
27. ↑  art L. 2121-2 du code général des collectivités territoriales.
28. ↑  « Résultats des élections municipales et communautaires 2014 », sur interieur.gouv.fr (consulté le 26 septembre 2020).
29. ↑  L'organisation du recensement, sur insee.fr.
30. ↑  Calendrier départemental des recensements, sur insee.fr.
31. ↑  Des villages de Cassini aux communes d'aujourd'hui sur le site de l'École des hautes études en sciences sociales.
32. ↑  Fiches Insee - Populations de référence de la commune pour les années 2006, 2007, 2008, 2009, 2010, 2011, 2012, 2013, 2014, 2015, 2016, 2017, 2018, 2019, 2020, 2021 et 2022.
33. 1 2 3 4 5  INSEE, « Population selon le sexe et l'âge quinquennal de 1968 à 2012 (1990 à 2012 pour les DOM) », sur insee.fr, 15 octobre 2015 (consulté le 10 janvier 2016).
34. ↑  INSEE, « Populations légales 2006 des départements et des collectivités d'outre-mer », sur insee.fr, 1er janvier 2009 (consulté le 8 janvier 2016).
35. ↑  INSEE, « Populations légales 2009 des départements et des collectivités d'outre-mer », sur insee.fr, 1er janvier 2012 (consulté le 8 janvier 2016).
36. ↑  INSEE, « Populations légales 2013 des départements et des collectivités d'outre-mer », sur insee.fr, 1er janvier 2016 (consulté le 8 janvier 2016).
37. ↑  « Les régions agricoles (RA), petites régions agricoles(PRA) - Année de référence : 2017 », sur agreste.agriculture.gouv.fr (consulté le 12 février 2022).
38. ↑  Présentation des premiers résultats du recensement agricole 2020, Ministère de l’agriculture et de l’alimentation, 10 décembre 2021
39. ↑  « Fiche de recensement agricole - Exploitations ayant leur siège dans la commune de Montesquieu-Guittaut - Données générales », sur recensement-agricole.agriculture.gouv.fr (consulté le 12 février 2022).